# Resolution 1573 des UN-Sicherheitsrates
Mit der Resolution 1573 des UN-Sicherheitsrats wurde beschlossen, das Mandat der UNMISET unter Beibehaltung von Aufgabenstellung, Konfiguration und Größe um einen abschließenden Zeitraum von sechs Monaten bis zum 20. Mai 2005 zu verlängern. Die Resolution wurde am 16. November 2004 unter Hinweis auf die Resolutionen 1410, 1473, 1480 und 1543 verabschiedet.

## Hintergrund
Nach der indonesischen Besatzung von 1975 bis 1999 stand Osttimor zunächst unter UN-Verwaltung. Nach der Entlassung des Landes in die Unabhängigkeit am 20. Mai 2002 blieb die Unterstützungsmission der Vereinten Nationen in Osttimor (UNMISET) zur Unterstützung. 2004 war die endgültige Ziehung der Landesgrenze zwischen Indonesien und Osttimor noch ungeklärt.

## Die Resolution
Der Weltsicherheitsrat lobte die Regierung Osttimors für den Frieden und die Stabilität im Land und ebenso für die Konsolidierung der Demokratie und dem Aufbau der staatlichen Institutionen. Auch die UNMISET unter der Leitung des UN-Sonderbeauftragten für Osttimor (seit dem 21. Mai 2004 Sukehiro Hasegawa) wurde gelobt. Der weitergehende Fortschritt bei der Umsetzung des Mandats wurde begrüßt, insbesondere die Konsolidierungsphase, gemäß der Resolution 1543. Gewürdigt wurden die bilateralen und multilateralen Partner Osttimors für ihre wertvolle Unterstützung, besonders mit Blick auf den Aufbau der Institutionen und die gesellschaftliche und wirtschaftliche Entwicklung. Trotz der bemerkenswerten Fortschritte in den letzten Monaten, hält der Weltsicherheitsrat fest, dass Osttimor noch nicht die Fähigkeit zur Eigenständigkeit hat, so in den Schlüsselfunktionen der öffentlichen Verwaltung, der Strafverfolgung und der Sicherheit. Der Weltsicherheitsrat begrüßte die Stärkung der Kooperation und guten Beziehungen zwischen Osttimor und seinen Nachbarn und ermutigte zur weiteren Entwicklung konkreter Vereinbarungen zum Grenzverlauf und anderer offenen Fragen. Die Serious Crimes Unit (SCU) wird gelobt für ihre Leistungen zur Vervollständigung ihrer Untersuchungen im November 2004. Weitere Gerichtsverhandlungen und andere Tätigkeiten sollten bis 20. Mai 2005 abgeschlossen sein. Mit Besorgnis nahm der Weltsicherheitsrat zur Kenntnis, dass es der SCU möglicherweise nicht möglich sein werde, der Gerechtigkeit genüge zu tun und den Opfern der Krise in Osttimor 1999 gerecht zu werden. Gründe seien dafür die zu knappe Zeit und Ressourcen. Die Berichte des Generalsekretärs der Vereinten Nationen Kofi Annan zu UNMISET vom 29. April (S/2004/333) und vom 19. November 2004 (S/2004/888) wurden zur Kenntnis genommen und die darin enthaltenden Empfehlungen begrüßt. Der Weltsicherheitsrat bestätigte seine Verantwortung für die Förderung der Sicherheit und die langfristige Stabilität in Osttimor.
Der Weltsicherheitsrat beschloss das Mandat der UNMISET bis zum 20. Mai 2005 zu verlängern. Die Aufgaben der UNMISET, sowie ihr Aufbau und Größe sollten bestehen bleiben, damit sie ihr Mandat erfüllen und das bisher Erreichte erhalten kann. Die UNMISET wurde beauftragt, ihren Fokus stärker auf die Umsetzung ihrer Exitstrategie zu legen, insbesondere durch die stärkere Beteiligung von und die Übernahme der Aufgaben durch Timoresen in den drei Programmbereichen der Mission. So sollten die Timoresen, bei weiterer Unterstützung durch die Vereinten Nationen und den bi- und multilateralen Partnern, die Verantwortlichkeiten übernehmen, wenn UNMISET beendet wird. Der Weltsicherheitsrat drängte die Geberstaaten ihre unentbehrliche Unterstützung für Osttimor weiter zu führen, so durch die Teilnahme an der Geberkonferenz, die für den März 2005 geplant war. Auch die UN-Hilfsagenturen und multilateralen Finanzinstitutionen wurden dazu gedrängt, sofort Planungen zu beginnen, für den sanften Übergang Osttimors aus der friedenserhaltenden Operation in ein tragfähiges Unterstützungsnetzwerk zur Entwicklung. Weiterhin sah der Weltsicherheitsrat eine Notwendigkeit die Straflosigkeit der Täter der Menschenrechtsverletzungen zu bekämpfen. In diesem Zusammenhang nahm der Weltsicherheitsrat die Absicht Kofi Annans zur Kenntnis mögliche Wege dazu zur erkunden. Der Generalsekretär wurde angewiesen den Weltsicherheitsrat eng und regelmäßig über Entwicklungen vor Ort und die Umsetzung dieser Resolution zu berichten. Ein Bericht sollte innerhalb von drei Monaten erfolgen, der Endbericht im Mai 2005. Der Sicherheitsrat beschloss, sich weiter aktiv mit der Angelegenheit zu befassen.

## Folgezeit

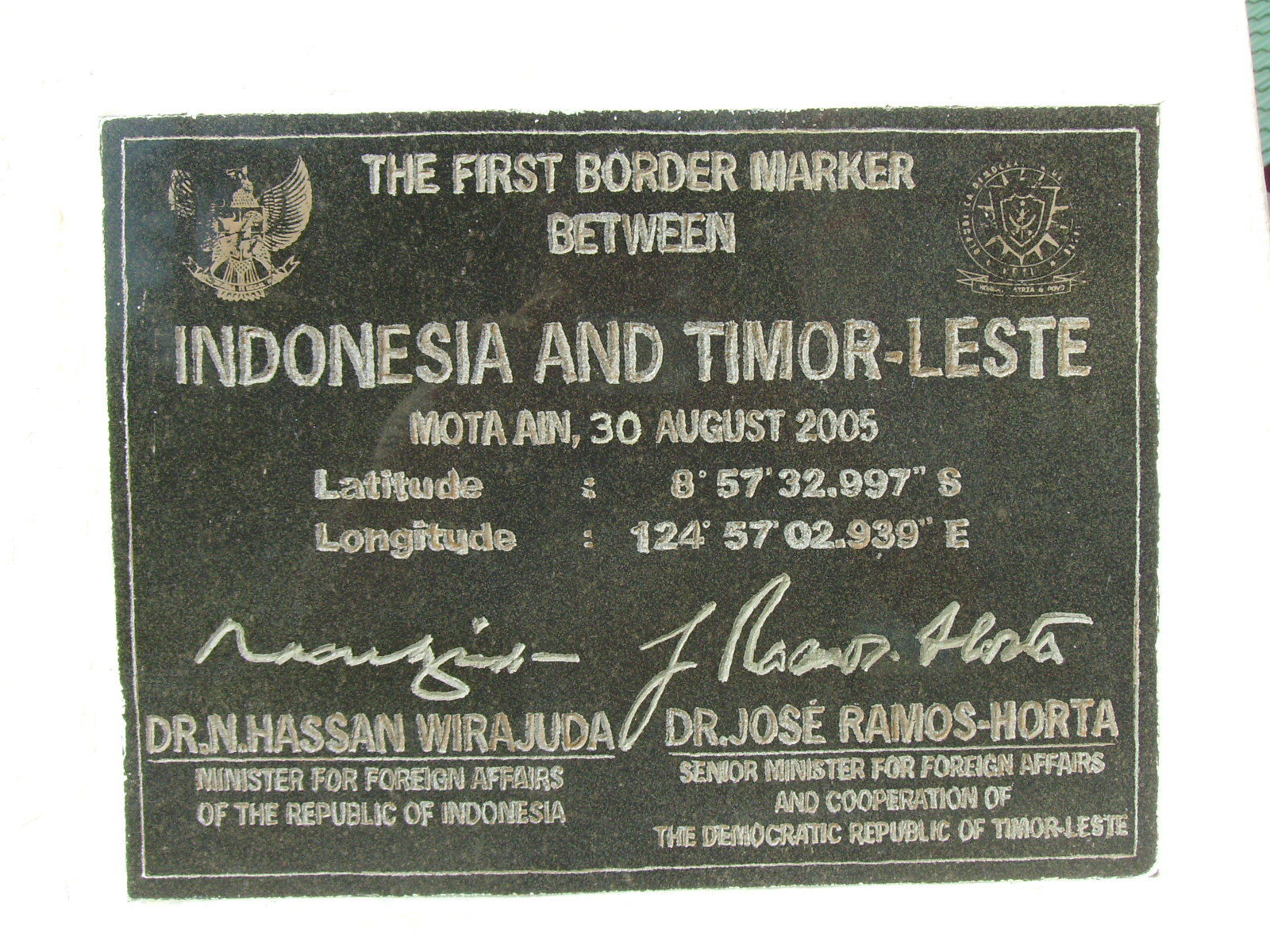
Der erste Grenzstein zwischen Osttimor und Indonesien, gesetzt am 30. August 2005

Der Grenzverlauf zu Indonesien war seit 2006 zu 97 % festgelegt. Mit Indonesien umstritten waren zunächst die Zugehörigkeit der kleinen unbewohnten Insel Fatu Sinai (Pulau Batek), 37 Hektar zwischen Memo (Suco Tapo/Memo) und dem indonesischen Dilumil (Regierungsbezirk Belu) und Gebiete um die Exklave Oecusse (Área Cruz in Passabe, Citrana-Dreieck in Nitibe) sowie die genauen Modalitäten eines Korridors von Oecusse zum Hauptstaatsgebiet. 2013 konnte der Streit um das Gebiet bei Memo beigelegt werden. Die Ansprüche auf die Insel Fatu Sinai hatte Osttimor zu diesem Zeitpunkt bereits aufgegeben. Als Streitpunkte verblieben bis 2019 die beiden Gebiete an der Grenze der Exklave Oecusse. Seit 2015 wird auch über die maritime Grenzziehung verhandelt. Ungeklärt blieben bis 2018 die Grenzstreitigkeiten zwischen Australien und Osttimor um die Festlegung der Seegrenze in der Timorsee und der damit verbundenen Nutzung der Bodenschätze.
Am 20. Mai 2005 beendeten SCU und die Special Panels for Serious Crimes (SPSC) ihre Arbeit in Osttimor. Die UN-gestützte Justiz hatte 391 Personen angeklagt, von denen sich jedoch 316 in Indonesien aufhielten. 87 Angeklagte, meist Mitläufer in pro-indonesischen Milizen kamen ins Gefängnis. nicht belasten wollten, wurden indonesische Verantwortliche aus Verwaltung und Militär nicht zur Rechenschaft gezogen. Bei den Unruhen in Osttimor 2006 wurde das Büro der SCU verwüstet und wichtige Beweismittel gegen indonesische Beschuldigte wurden vernichtet.
Die UN-Missionen in Osttimor endeten am 31. Dezember 2012.